# Palaeorhiza hedleyi
Palaeorhiza hedleyi är en biart som beskrevs av Cockerell 1929. Palaeorhiza hedleyi ingår i släktet Palaeorhiza och familjen korttungebin. Inga underarter finns listade i Catalogue of Life.